# 연령 차별
연령 차별(年齡差別, ageism)은 특정 연령대의 개인 또는 집단에 대한 고정관념과 차별을 일컫는다. 노인들에 대한 차별을 설명하기 위해 1968년 로버트 N. 버틀러에 의해 만들어진 단어로, 주로 인종 차별이나 성 차별과 같은 패턴을 보인다. 또한 이 단어는 청소년과 어린이에 대한 차별과 편견을 설명하는 경우에도 사용되며, 주로 나이가 어리다는 이유로 그들의 생각을 무시하거나 그들에게 특정한 규범을 강요하는 것, 권위에 대한 일방적 복종 강요 등을 일컫는다. 연령 차별을 이유로 미국과 영국은 의무퇴직법이 폐지되기도했다

## 같이 보기
- 성 차별
- 인종 차별